# Yangwang
Yangwang Automobile est un constructeur automobile chinois de véhicules haut de gamme hybride ou électrique, filiale du groupe chinois BYD.

## Modèles
- Yangwang U6 — luxe berline (teased, à venir)
- Yangwang U7 – berline de luxe électrique (2024-présent)
- Yangwang U8 — capable tout-terrain amphibie SUV électrique (2023-présent))[2]
- Yangwang U9 — supercar électrique (2023-présent)[3]

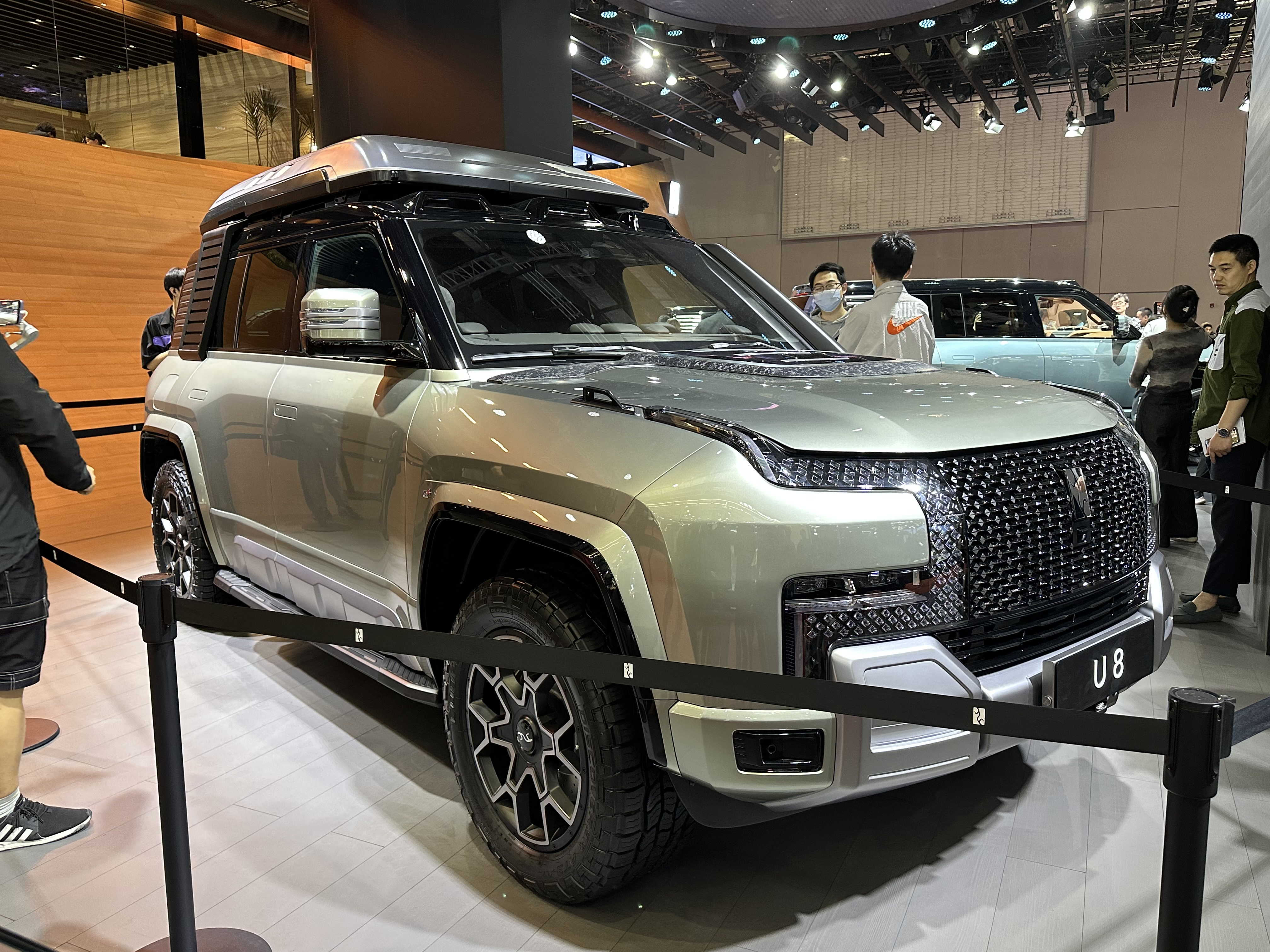
Yangwang U8
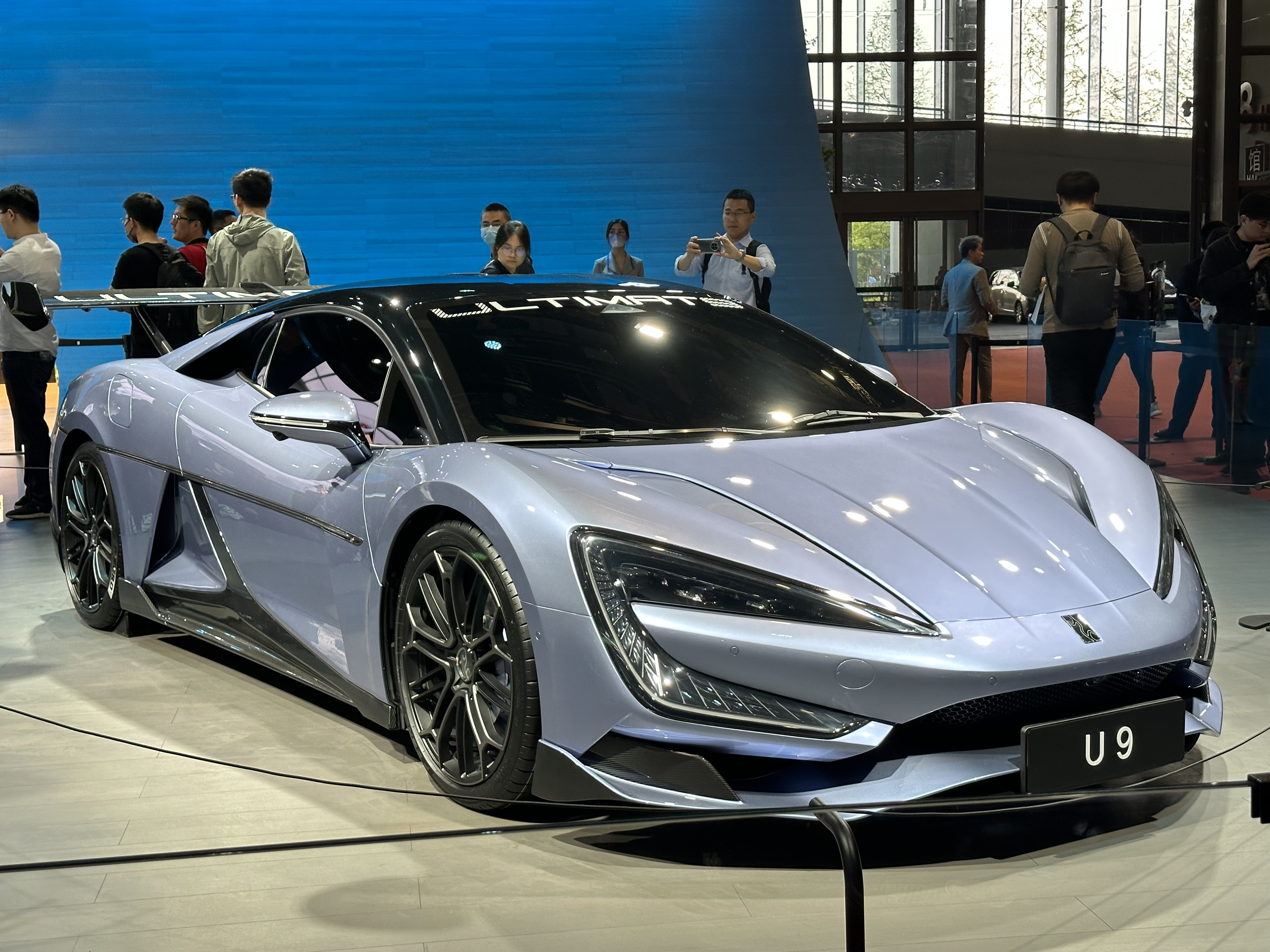
Yangwang U9